# Bledar Sejko
Bledar Sejko a câștigat pe 22 decembrie 2012 selecția națională din Albania alături de Adrian Lulgjuraj, cu piesa Identitet, fapt ce le-a acordat dreptul de a participa și a reprezenta țara în Concursul Muzical Eurovision 2013 ce a avut loc la Malmö, Suedia.